# Lobelia simplicicaulis
Lobelia simplicicaulis är en klockväxtart som beskrevs av Robert Brown. Lobelia simplicicaulis ingår i släktet lobelior, och familjen klockväxter. Inga underarter finns listade i Catalogue of Life.